# Associação Desportiva Juventude Vila Praia
A Associação Desportiva Juventude Vila Praia (ADJVP), mais conhecida como ADJ VILA PRAIA, é uma associação desportiva sediada no concelho de Caminha, em Vila Praia de Âncora. A ADJ Vila Praia é conhecida pela sua dedicação ao desporto, mais concretamente, ao Hóquei em Patins. No seu ano de fundação e apresentação, a ADJ Vila Praia presenteou os seus recentes sócios com os seus variadíssimos escalões:
- Escolares (sub 11);
- Infantis (sub 13);
- Iniciados (sub 15);
- Juvenis (sub 17);
- Sénior, pertencendo á 3ª Divisão de Hóquei Patins, Zona Norte e com
- Veteranos.

Fundada em 30 de Junho de 2015.

A ADJVP está sediada no Pavilhão Municipal de Vila Praia de Ancora, Rua Pontault-Combault, 4910-527 Vila Praia de Ancora, do concelho de Caminha.

## O Símbolo
"A ideia baseou-se tanto no nome (Vila Praia de Âncora), como pela natureza que nos brinde, típica da região, representado pela Âncora em cor: verde. O emblema na parte inferior, tem desenhado várias ondulações que representação da ondulação do Mar que nos banha, e claro, não poderia faltar a representação dos Sticks do nosso desporto de eleição: O Hóquei em Patins. Tudo junto confere-lhe firmeza para o assentar à terra e ao Mar, que nos dá a ideia de força e de atitude. O conceito traduz-se no nome do clube e da nossa terra."

## Fundadores
- Francisco Garcia Pereira
- Rui Manuel Santos Morim
- Patrício Lomba Araújo
- Joaquim António Machado Caçador
- João Carlos Pires de Oliveira

## Direção Executiva 2016

### Direção
- Presidente...............Francisco Garcia Pereira
- Vice-Presidente.......Joaquim António Machado Caçador.
- Vogal........................Patrício Lomba Araújo
- Vogal........................João Carlos Pires de Oliveira

### Conselho Fiscal
- Presidente................Hélder João Rodrigues Bezerra Lima
- Tesoureiro................Vítor Manuel de Castro Vilas Boas
- Secretário.................Filipe Samuel Baltazar Fernandes

### Assembleia Geral
- Presidente.................Liliana Sofia Bouça da Silva
- Vice-Presidente.........Carlos Fernandes Alves de Castro
- Secretário..................Rui Manuel Pontedeira Vieira

## Direção Executiva 2015

### Direção
- Presidente...............Francisco Garcia Pereira
- Vice-Presidente.......Joaquim António Machado Caçador
- Secretário................Rui Manuel Santos Morim
- Vogal........................Patrício Lomba Araújo
- Vogal........................João Carlos Pires de Oliveira

### Conselho Fiscal
- Presidente................Hélder João Rodrigues Bezerra Lima
- Tesoureiro................Vítor Manuel de Castro Vilas Boas
- Secretário.................Filipe Samuel Baltazar Fernandes

### Assembleia Geral
- Presidente.................Liliana Sofia Bouça da Silva
- Vice-Presidente.........Carlos Fernandes Alves de Castro
- Secretário..................Rui Manuel Pontedeira Vieira

## Descrição
A Associação Desportiva Juventude Vila Praia - ADJVP é um clube que pretende ser único, distinto e criativo, e tem como objectivo a promoção cultural, recreativa, e acima de tudo, Desportiva, em prol dos seus associados; simpatizantes e de toda a população residente no concelho de Caminha.

## Localização
Pavilhão Municipal de Vila Praia de Ancora, Rua Pontault-Combault, 4910-527 Vila Praia de Ancora, do concelho de Caminha.

## Formação

### Iniciação á Patinagem

#### Equipa Técnica
- Treinador: Apolo Lajoso
- Rui Morim e Francisco Simões

### Sub 11

#### Equipa Técnica
- Treinador: Apolo Lajoso
- Rui Morim; Francisco Simões

### Sub 13

#### Equipa Técnica
- Treinador: Apolo Lajoso
- Lara Ribeiro e Rui Vieira

### Sub 15

#### Equipa Técnica
- Treinador: Pedro Lopes
- Patricio Araujo e Hélder Lima

### Sub 17

#### Equipa Técnica
- Treinador: João Oliveira
- Patricio Araujo e Hélder Lima

### Séniores

#### Equipa Técnica
- Treinador: Rui Neto
- Treinador Adjunto: Passos Lomba

### Veteranos

#### Equipa Técnica
- Treinador: Apolo Lajoso
- Apolo Lajoso

## Eventos
- «Torneio Mini-Hóquei»
- «Torneio Mini-Hóquei»